# Нік Гайсонг
Нік Гайсонг (англ. Nick Hysong; нар. 9 грудня 1971, Вінслов, Аризона) — американський легкоатлет, що спеціалізується на стрибках з жердиною, олімпійський чемпіон 2000 року, призер чемпіонату світу.

## Кар'єра
| Рік             | Змагання                         | Місто                | Місце           | Примітки        |                 |
| Представник США | Представник США                  | Представник США      | Представник США | Представник США | Представник США |
| --------------- | -------------------------------- | -------------------- | --------------- | --------------- | --------------- |
| 1995            | Чемпіонат світу в приміщенні     | Барселона, Іспанія   | 5               | 5.70 м          |                 |
| 1999            | Чемпіонат світу в приміщенні     | Маебасі, Японія      | 8               | 5.50 м          |                 |
| 1999            | Чемпіонат світу                  | Севілья, Іспанія     | 4               | 5.70 м          |                 |
| 1999            | Всесвітній легкоатлетичний фінал | Берлін, Німеччина    | 4               | 5.70 м          |                 |
| 2000            | Олімпійські ігри                 | Сідней, Австралія    | 1               | 5.90 м          |                 |
| 2000            | Всесвітній легкоатлетичний фінал | Катар                | 2               | 5.60 м          |                 |
| 2001            | Чемпіонат світу                  | Едмонтон, Канада     | 3               | 4.85 м          |                 |
| 2003            | Всесвітній легкоатлетичний фінал | Монте-Карло, Монако  | —               | NM              |                 |
| 2005            | Чемпіонат світу                  | Гельсінкі, Фінляндія | 5               | 5.50 м          |                 |